# تاتيانا مينينا
تاتيانا أليكسييفنا مينينا (الروسية: Татьяна Алексеевна Минина ؛ من مواليد 18 أبريل 1997) لاعبة تايكوندو روسية  فازت بالميدالية الفضية في بطولة العالم للتايكواندو 2017 في فئة وزن البانتام للسيدات، عندما هُزمت من قبل زيليها أريس من تركيا. هي أيضاً بطلة أوروبية ثلاث مرات، وفازت بالميدالية الذهبية في بطولات التايكوندو الأوروبية لعام 2016 و2018 وبطولة التايكوندو الأوروبية 2021 ، وكلها في فئة الوزن –53 كجم.